# Histoire de l'équitation de saut d'obstacles

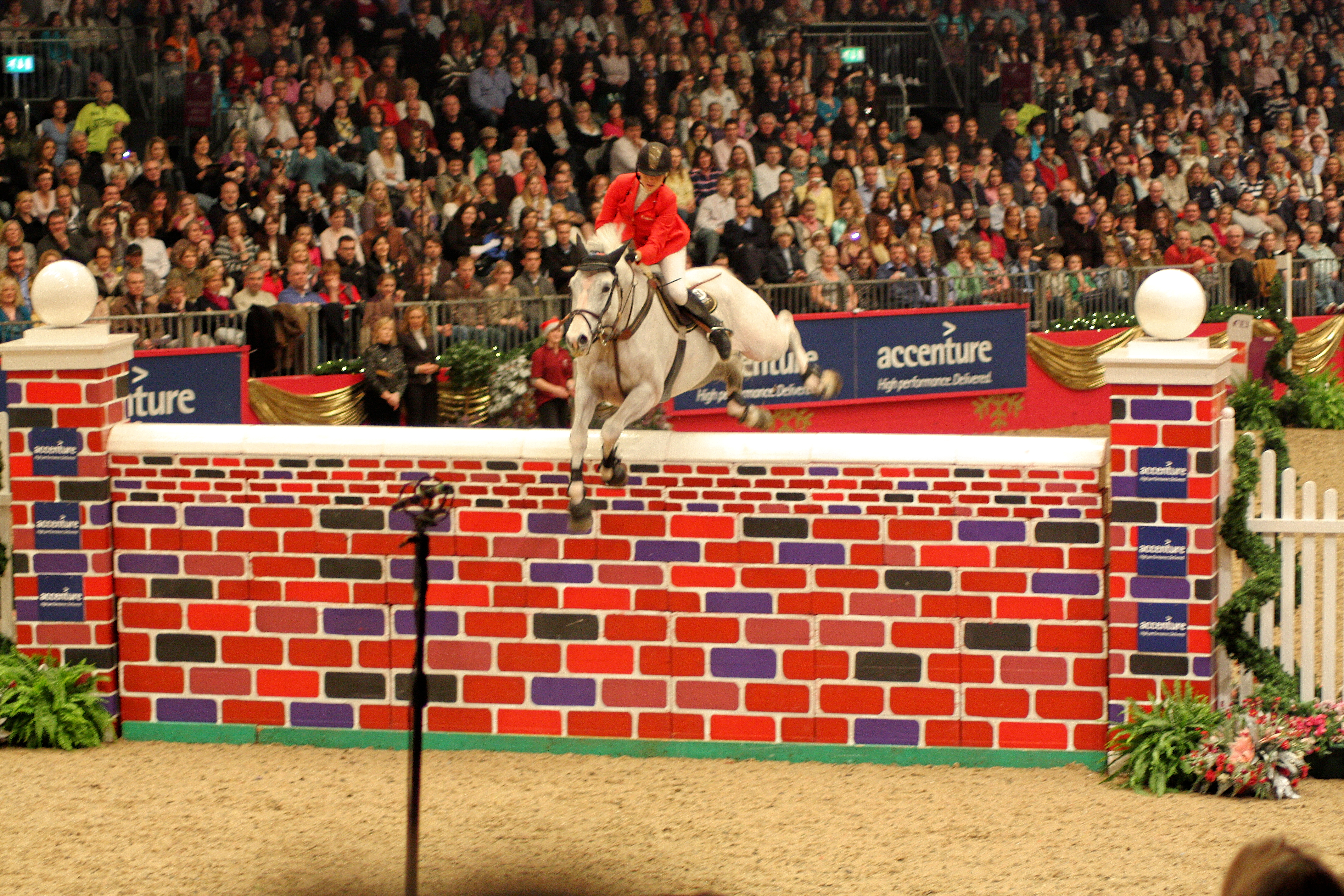
Saut d'obstacles à lOlympia - The London Horse Show.

L'histoire de l'équitation de saut d'obstacles débute au XIXe siècle. En effet, avant cette période, l'équitation n'était utilisée que pour la guerre, d'un point de vue strictement militaire. À partir de ce siècle, l'équitation a changé progressivement de statut, évoluant vers une activité sportive et de loisir. 
En 1900, à l'occasion des Jeux olympiques à Paris, l'équitation de saut d'obstacles devient discipline olympique. 

## Évolution

Saut d'obstacles à la fin du XIXe siècle, photographié par Eadweard Muybridge.

Depuis toujours, les militaires et les chasseurs à courre anglais faisaient sauter leurs chevaux. Les cavaliers pensaient aider leur cheval à lever leur avant main pour sauter en tirant fortement sur les rênes à l'abord de l'obstacle. 
À la fin du XIXe siècle, les Français inventèrent le principe des rênes coulissantes. Afin de permettre au cheval d'allonger son encolure pendant le saut, le cavalier gardait les doigts entrouverts pour laisser filer les rênes pendant le saut, tout en conservant le buste très droit, bien assis dans sa selle. Bien sûr, le cavalier remontait sur ses rênes dès la réception du saut pour préparer le saut suivant.
Au début du XXe siècle, Federico Caprilli, un Italien, inventa la monte en suspension pour soulager le dos du cheval et préconisa le basculement du buste afin d'accompagner le mouvement du cheval pendant tout son saut. Encore de nos jours, les cavaliers montent à la façon de Caprilli.
Cette méthode fut expérimentée à Saumur avec la collaboration d'un cavalier de concours italien, le capitaine Alvisi, à l'initiative du colonel Danloux, écuyer en chef au début des années 1930. Elle fit l'objet d'améliorations notables, notamment la tenue par les mollets au-dessous du diamètre du cheval, le genou "liant" et non fixe comme chez Caprilli, l'adoption d'une selle adaptée, dite selle Danloux. Le Cadre noir (capitaines de Vernejoul, Laffargue) enseignèrent ces nouveaux principes et l'équipe internationale de concours hippique les mit en pratique à quelques nuances d'interprétation près (capitaine Xavier Bizard). Plusieurs auteurs les décrivirent dans leurs ouvrages : le commandant Licart (Equitation raisonnée) et le commandant Benoist-Gironière (Concours hippique) notamment.

## Dates jalons en compétition
- En 1865, à Dublin, se tient le premier concours de saut d'obstacles (CSO) officiel.
- En 1900, l'équitation de saut d'obstacles entre dans les Jeux olympiques de Paris.
- En 1921, la Fédération équestre internationale stabilise un règlement.
- En 1953, les premiers championnats du monde se déroulent à Paris en France.
- En 1979, Göteborg en Suède accueille la première finale de la Coupe du monde.
- En 1990, les championnats du monde de saut d'obstacles sont inclus dans la première édition des Jeux équestres mondiaux à Stockholm en Suède.
- En 2003, la première Coupe des nations super league est organisée.

## Records mondiaux homologués

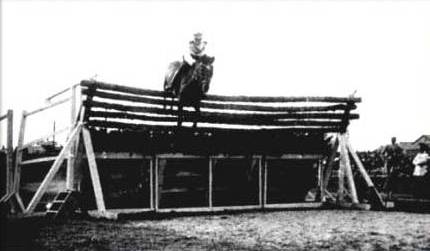
Alberto Larraguibel sur Huaso lors de leur record du monde (2,47 m) le 5 février 1949

### Saut en hauteur
- 1906 : Conspirateur, monté par le capitaine Crousse, à Paris (France), saute 2,35 m.
- 1912 : Biskra, monté par M.F. de Juge Montespieu et Montjoie III, monté par René Ricard sautent tous les deux à Vittel (France), 2,36 m.
- 1933 : Vol-au-Vent, monté par le lieutenant Christian de Castries saute, à Paris, 2,38 m.
- 1938 : Osoppo, monté par le capitaine de cavalerie Antonio Gutierrez (Italie) a sauté, à Rome, 2,44 m.
- 1949 : Huaso, monté par le capitaine Alberto Larraguibel Morales a sauté, à Viña del Mar (Chili), 2,47 m.

Pour que ce record soit battu, un couple cavalier-cheval devra sauter 2,49 m.

### Saut en longueur
- 1912 : Pick me up, monté par Henri de Royer, saute une rivière de 7,50 m. Il s'agit du 1er record homologué.
- le 26 avril 1975 : Something, monté par André Ferreira, franchit, à Johannesburg (Afrique du Sud), une rivière de 8,40 m de large sans faute.